# دوري زنجبار الممتاز 2016–17
دوري زنجبار الممتاز 2016–17 (بالإنجليزية: 2016–17 Zanzibar Premier League)‏ هو موسم من دوري زنجبار الممتاز. فاز فيه جيه.كيه.يو.